# Octavio Trillini
Octavio Trillini (29 de abril de 1932; 26 de diciembre de 2019; Buenos Aires, Argentina) es un exfutbolista argentino que se desempeñaba como defensa.

## Clubes
| Club               | País      | Año         |
| ------------------ | --------- | ----------- |
| River Plate        | Argentina | 1950 - 1957 |
| América            | México    | 1957 - 1958 |
| Mariscal Castilla  | Perú      | 1960        |
| Centro Iqueño      | Perú      | 1961        |
| Huracán Las Heras  | Argentina | 1962 - 1963 |
| Everest            | Ecuador   | 1963        |
| Emelec (amistosos) | Ecuador   | 1963        |
| LDU Quito          | Ecuador   | 1963        |

## Palmarés

### Campeonatos nacionales
| Título                        | Club        | País      | Año  |
| ----------------------------- | ----------- | --------- | ---- |
| Primera División de Argentina | River Plate | Argentina | 1952 |
| Primera División de Argentina | River Plate | Argentina | 1953 |
| Primera División de Argentina | River Plate | Argentina | 1955 |
| Primera División de Argentina | River Plate | Argentina | 1956 |